# Mouth of the Architect
Mouth of the Architect ist eine 2003 gegründete US-amerikanische Post-Metal-Band.

## Geschichte
Die 2003 in Akron, Ohio gegründeten Mouth of the Architect veröffentlichten bereits ein Jahr nach ihrer Gründung beim Musiklabel Translation Loss Records ihr erstes Album. Kurz darauf verließen jedoch Vernon und Sommer die Band, woraufhin die drei verbleibenden Musiker vor der Entscheidung standen, die Band aufzulösen oder weiterhin miteinander Musik zu machen. Ohne Bassisten sowie ohne zweiten Gitarristen entschied sich die Band dennoch dazu, ein weiteres Album aufzunehmen. Für die Aufnahmen in Seattle, welche letztendlich 2006 als The Ties That Blind veröffentlicht werden sollten, half daher Brian Cock von Botch und Russian Circles als Bassist aus.
Noch im gleichen Jahr veröffentlichte Translation Loss eine Split-EP von Mouth of the Architect und Kenoma. Auf dem 17:14 Minuten langen Titel Sleepwalk Powder sowie auf dem Tribut-Stück Story of the Eye des EyeHateGod-Tributalbums For the Sick übernahm Chris Common 2007 kurzfristig die Aufgabe des Bassisten.
Common war jedoch schon auf Quietly, der nächsten Veröffentlichung von Mouth of the Architect, durch Kevin Schindel ersetzt worden. Schindel übernahm ab der EP The Violence Beneath 2008 die zweite Gitarre für den ausgeschiedenen Alex Vernon, während Joe Lester für die EP als neuer Bassist hinzustieß. Als die Band 2013 Dawning veröffentlichte, übernahm Evan Danielson den Bass.

## Stil
Eduardo Rivadavia sieht die Band in den Fußstapfen von Neurosis, Isis und Godspeed You! Black Emperor. In dieser Tradition sei Mouth of the Architect dabei, die Möglichkeiten von atmosphärischem und zugleich progressiv und meditativem Metal auszuloten. Insbesondere werden Vergleiche mit Neurosis und Cult of Luna für den musikalischen Stil von Mouth of the Architect häufig bemüht. Die Band erinnere insbesondere durch das oft zweistimmige Shouting an Neurosis, weise jedoch auch ausgedehnte melodische Phasen auf. Akustikelemente, lange Doom-Passagen und diverse Sprachsamples verleihen der Band derweil Eigenständigkeit im Post-Metal, ohne das Genre neu zu erfinden.

## Diskografie

### Studioalben
- 2004: Time and Withering (Translation Loss)
- 2006: The Ties That Blind (Translation Loss)
- 2008: Quietly (Translation Loss)
- 2013: Dawning (Translation Loss)
- 2016: Path of Eight (Translation Loss)

### Weitere Veröffentlichungen
- 2006: Mouth of the Architect/Kenoma (Split-EP mit Kenoma, Translation Loss)
- 2007: Story of the Eye auf For the Sick (Eyehategod Tributealbum, Emetic Records)
- 2010: The Violence Beneath (EP, Translation Loss)